# 哈拉爾科爾
哈拉爾科爾，是一個分布於印度北方邦和比哈爾邦的賤民穆斯林社區，多數是什葉派信徒。

## 歴史與起源
他們的名稱來自波斯語哈拉爾，即是清真。他們的傳統職業是清道夫，一般相信他們由班吉種姓賤民改宗伊斯蘭教而來。他們起初是遜尼派，但在十八世纪改宗什葉派。
在比哈爾邦，他們主要從事清道夫工作。但也有很多人前住加爾各答和孟買打零工度日。
他們因從事的職業面臨其他種姓穆斯林歧視，而成為北方邦最受邊缘化的穆斯林社羣。